# Steven Vanoosten
Steven Vanoosten (né le 16 janvier 1985 à Langley, dans la province de la Colombie-Britannique au Canada) est un joueur professionnel canadien de hockey sur glace. Il évolue au poste de défenseur.

## Carrière en club
En 2002, il commence sa carrière en junior A avec l'Express de Coquitlam de la Ligue de hockey de la Colombie-Britannique. Après avoir porté les couleurs des Chiefs de Chilliwack, il est échangé aux TimberWolves de Williams Lake. Il est nommé capitaine de l'équipe en 2004-2005. Il inscrit 44 points cette année-là, le quatrième total de la ligue chez les défenseurs. La saison suivante, il poursuit un cursus universitaire dans la NCAA avec l'Université de l'Alaska à Fairbanks.
Il passe professionnel en 2009 avec le Thunder de Stockton.
En 2011, il part en Europe et signe aux Diables Rouges de Briançon. Il y retrouve Braden Walls son coéquipier des Nanooks de l'Alaska. Au cours de la Coupe de la Ligue, les Diables Rouges, premiers de la poule D, éliminent ensuite Chamonix puis Rouen pour atteindre la finale de l'épreuve. Le match se dispute sur la glace de Méribel où ils comptent cinq défaites en finale de Coupe de la ligue et de Coupe de France. Après trois échecs à ce stade de la compétition, les Briançonnais l'emportent 4-1 face aux Pingouins de Morzine-Avoriaz. VanOosten est désigné meilleur joueur du match.

## Trophées et honneurs personnels
- Pilots d'Abbotsford
  - 2003 : nommé meilleur défenseur.
- TimberWolves de Williams Lake
  - 2005 : nommé meilleur défenseur.
- Ligue de hockey de la Colombie-Britannique
  - 2004-2005 : nommé dans l'équipe d'étoiles de la Conférence Intérieure[4].
- Nanooks d'Alaska Fairbanks
  - 2009 : remporte le trophée Shawn Chambers du meilleur défenseur.
- ECHL
  - 2011 : nommé joueur de la semaine du 21 au 27 mars.

## Statistiques
| Saison    | Équipe                        | Ligue        |    | Saison régulière | Saison régulière | Saison régulière | Saison régulière | Saison régulière |   | Séries éliminatoires | Séries éliminatoires | Séries éliminatoires | Séries éliminatoires | Séries éliminatoires |
| Saison    | Équipe                        | Ligue        | PJ | B                | A                | Pts              | Pun              | PJ               | B | A                    | Pts                  | Pun                  |                      |                      |
| 2000-2001 | Eagles de Langley             | Midget AAA   |    |                  |                  |                  |                  |                  |   |                      |                      |                      |                      |                      |
| 2001-2002 | Buckeroos de Port Coquitlam   | LHJIP        | 36 | 1                | 11               | 12               | 27               | -                | - | -                    | -                    | -                    |                      |                      |
| 2002-2003 | Express de Coquitlam          | LHCB         | 28 | 0                | 4                | 4                | 6                | -                | - | -                    | -                    | -                    |                      |                      |
| 2002-2003 | Pilots d'Abbotsford           | LHJIP        | 16 | 3                | 4                | 7                | 4                |                  | 1 | 4                    | 5                    | 22                   |                      |                      |
| 2003-2004 | Chiefs de Chilliwack          | LHCB         | 42 | 5                | 8                | 13               | 14               | -                | - | -                    | -                    | -                    |                      |                      |
| 2003-2004 | TimberWolves de Williams Lake | LHCB         | 19 | 0                | 7                | 7                | 17               | -                | - | -                    | -                    | -                    |                      |                      |
| 2004-2005 | TimberWolves de Williams Lake | LHCB         | 60 | 10               | 34               | 44               | 31               | -                | - | -                    | -                    | -                    |                      |                      |
| 2005-2006 | Nanooks de l'Alasaka          | NCAA         | 35 | 1                | 3                | 4                | 27               | -                | - | -                    | -                    | -                    |                      |                      |
| 2006-2007 | Nanooks de l'Alasaka          | NCAA         | 38 | 1                | 6                | 7                | 22               | -                | - | -                    | -                    | -                    |                      |                      |
| 2007-2008 | Nanooks de l'Alasaka          | NCAA         | 33 | 1                | 2                | 3                | 14               | -                | - | -                    | -                    | -                    |                      |                      |
| 2008-2009 | Nanooks de l'Alasaka          | NCAA         | 39 | 0                | 6                | 6                | 30               | -                | - | -                    | -                    | -                    |                      |                      |
| 2009-2010 | Thunder de Stockton           | ECHL         | 52 | 3                | 16               | 19               | 16               | 15               | 2 | 5                    | 7                    | 12                   |                      |                      |
| 2010-2011 | Thunder de Stockton           | ECHL         | 70 | 7                | 25               | 32               | 32               | 4                | 0 | 0                    | 0                    | 2                    |                      |                      |
| 2011-2012 | Diables Rouges de Briançon    | Ligue Magnus | 25 | 9                | 15               | 24               | 66               | 4                | 0 | 1                    | 1                    | 0                    |                      |                      |
| 2011-2012 | Diables Rouges de Briançon    | CdF          | 3  | 0                | 0                | 0                | 2                | -                | - | -                    | -                    | -                    |                      |                      |
| 2011-2012 | Diables Rouges de Briançon    | CdlL         | 5  | 0                | 2                | 2                | 4                | 5                | 1 | 6                    | 7                    | 2                    |                      |                      |